# Dragon Fyre
Dragon Fyre is een stalen achtbaan in het Canadese attractiepark Canada's Wonderland. De achtbaan werd geopend in 1981 en is tot op heden operationeel.
AlpenFury ·
Back Lot Stunt Coaster ·
The Bat ·
Behemoth ·
Dragon Fyre ·
Flight Deck ·
The Fly ·
Ghoster Coaster ·
Leviathan ·
Mighty Canadian Minebuster ·
Silver Streak ·
Snoopy's Racing Railway ·
Taxi Jam ·
Thunder Run ·
Vortex ·
Wilde Beast ·
Wonder Mountain's Guardian ·
Yukon Striker

Voormalig: SkyRider · Time Warp